# هيليل سلوفاك
هيليل سلوفاك (بالعبرية: הלל סלובק) وهو عازف جيتار إسرائيلي-أمريكي ويُعتبر المؤسس لفرقة ريد هوت تشيلي بيبرز. وُلد هيليل سلوفاك في مدينة حيفا بدولة إسرائيل لأبوين يهوديين من كرواتيا ناجيين من معسكرات الهولوكوست. إنتقلت عائلته إلى ولاية كاليفورنيا الأمريكية في عام 1967. أصبح سلوفاك من المدمنين لمادة الهيروين في وقت مبكر من حياته وقد حاول إخفاء حقيقة إدمانه للمخدرات عن أهله وأصدقائه. توفي سلوفاك في شقته التي تقع في منطقة هوليوود بمقاطعة لوس أنجلوس الأمريكية بعد تناوله جرعة زائدة من مادة الهيروين. وتم دفنه في مقبرة حديقة ماونت سيناي التذكارية في هوليوود هيلز في ولاية كاليفورنيا.